# Hilario Lagos
Hilario Lagos (Buenos Aires, 1806 – id., 1860), était un militaire argentin. Appartenant au camp fédéraliste, il s’engagea dans la longue guerre civile qui sévit en Argentine pendant une grande partie du XIXe siècle, d’abord dans les troupes de Lavalle, puis dans celles de Rosas, et ensuite, après Caseros, dans les rangs de l’armée de la Confédération argentine contre l’État de Buenos Aires.

## Campagnes militaires contre los Indiens
Enrôlé dès son jeune âge dans un régiment de cavalerie, il prit part en 1824 à une campagne militaire contre les Indiens, sous le commandement du colonel Federico Rauch. Ensuite, il fit du service dans la guerre de Cisplatine contre le Brésil, combattant notamment à la bataille de Camacuá.
En 1829, il s’engagea dans la guerre civile à Buenos Aires en tant qu’officier des forces unitaires de Juan Lavalle, et se battit dans la bataille de Puente de Márquez d'avril 1829, qui se solda par une victoire des caudillos fédéralistes Juan Manuel de Rosas et Estanislao López. Il reprit ensuite le combat contre les Indiens, se plaçant sous les ordres de Ángel Pacheco.
Il fut aux côtés de Rosas dans la campagne de 1833 dite du Désert, et fut amené, dans l’île de Choele Choel (formée par deux branches du Río Negro, dans l’actuelle province argentine du même nom), à se battre en duel avec le cacique Pitriloncoy, en tuant lequel il réussit à s’emparer de cette île stratégique. Il fut par la suite et durant de longues années commandant du fort Guardia de Salto, point important sur la frontière avec les territoires encore tenus par les Indiens, dans le nord-ouest de la province de Buenos Aires.

## Les guerres civiles
En 1840, les troupes unitaires de Lavalle envahirent la province de Buenos Aires. Contrairement à ce qu’avaient escompté les unitaires, Lagos, détenteur alors du grade de colonel, se rangea du côté de Pacheco dans l’offensive que celui-ci mena contre les envahisseurs jusqu’à leur expulsion totale ; il participa ainsi à toute la campagne contre Lavalle, jusque dans l’intérieur du pays, luttant notamment dans la bataille de Quebracho Herrado et dans celle de Famaillá, dernière et définitive victoire de l'armée fédérale sur Lavalle. Lors de cette bataille, il fit prisonnier un certain colonel Borda, qui s’était rendu à lui à condition d’avoir la vie sauve, mais que les officiers de Manuel Oribe passèrent par les armes. Agacé par cet incident et par l’Uruguayen Oribe, il décida de quitter l’armée.
En mars 1844, après que le siège eut été mis devant Montevideo, il passa à la province d'Entre Ríos quand Justo José de Urquiza entama sa première campagne contre les frères Madariaga, caudillos unitaires de Corrientes. Lagos combattit sous son commandement dans la bataille de Laguna Limpia, en février 1946, qui vit la défaite et la capture de Juan Madariaga. Plus tard, il devint chef de garnison à Paraná et chef de la police de cette ville.
En mai 1851, à la suite du pronunciamiento d’Urquiza contre Rosas, Lagos traversa le Paraná à San Nicolás de los Arroyos, pour de là gagner Buenos Aires, où Rosas le nomma chef de l’avant-garde de l’armée confédérale. Il fut cependant battu par Galarza et Juan Pablo López à Campos de Álvarez, au sud de la rivière río Luján, dans le nord-est de la province de Buenos Aires. Trois jours après, il se battit à la bataille de Caseros, en tant que commandant en chef d’une moitié de la cavalerie, et fut l’un des derniers officiers à capituler. Redoutant les représailles d’Urquiza, il partit se réfugier sur un vaisseau français.

## Le siège de Buenos Aires
Il fut bientôt réincorporé dans l’armée de Buenos Aires comme commandant en chef de la division de campagne sud, avec cantonnement à Dolores. Au moment où éclata la révolution du 11 septembre 1852, dont il fut initialement l’un des fomenteurs, il était passé commandant en chef de la division centre, avec point d’appui à Luján, à 70 km à l’ouest de Buenos Aires. Toutefois, par la suite, il s’entendit avec d’autres anciens chefs militaires fédéralistes pour déclencher, le 1er décembre 1852, avec l’aide de quasiment l’ensemble des troupes de campagne, une révolution contre le nouveau gouvernement portègne dirigé par Valentín Alsina. Peu de jours après, il attaqua la capitale, mais fut refoulé par la réaction de Bartolomé Mitre. Il répliqua alors en mettant le siège devant Buenos Aires, et parvint à se rendre maître de plusieurs quartiers de la ville.
Les assiégés envoyèrent pour l’affronter le colonel Pedro Rosas y Belgrano, fils de Manuel Belgrano, qui, ayant rassemblé des troupes dans le sud de la province, fit mouvement vers les positions de Lagos. Mais une division de celui-ci le vainquit à la bataille de San Gregorio, le 22 janvier 1853, par quoi le siège de Buenos Aires se resserra encore davantage. Peu après, les troupes aux ordres d’Urquiza s’unirent à celles de Lagos, et celui-ci, conjointement avec Jerónimo Costa, fut élevé au grade de général.
Lagos sut organiser des élections dans les villages de l’intérieur de la province et parvint à convoquer une législature à San José de Flores et à s’en faire élire gouverneur. Cependant, le siège de Buenos Aires se prolongea de plusieurs mois encore, avec des affrontements armés quasi quotidiens. Si les troupes confédérales bénéficiaient de la supériorité numérique, ils n’avaient en contrepartie pas accès aux ressources économiques offertes par le port de Buenos Aires.
La petite flotte d’Urquiza réussit à bloquer la ville, mais bientôt son commandant, suborné, remit l’escadre aux mains des Portègnes. La prolongation du siège eut un effet très délétère sur le moral des troupes assiégeantes, ce qui — s’ajoutant à l’entreprise de corruption visant plusieurs chefs fédéralistes, avec la consécutive désertion d’une partie des effectifs de Lagos — finit par entraîner, à la mi-juillet 1853, la débandade des assiégeants et la levée du siège par Urquiza.

## Dernières campagnes
Hilario Lagos dut s’établir à Rosario, pendant que ses biens étaient confisqués par les autorités de Buenos Aires. Début 1854, il tenta une nouvelle campagne militaire contre sa province d’origine, constituée en État de Buenos Aires, mais échoua et dut se retirer sans combattre. (En novembre de la même année, une nouvelle division fédérale, commandée cette fois par Costa et composée de quelque 600 hommes seulement, entreprit à son tour une invasion au départ de Rosario, laquelle division, avant d’avoir pu joindre à elle le contingent de volontaires qu’elle attendait, fut battu à la bataille d’El Tala, le 8 novembre 1854, par le général Manuel Hornos ; Costa fit une nouvelle tentative, avec un effectif de seulement 125 hommes, en janvier 1856, mais, ayant fait l’objet par avance d’une condamnation à mort par le gouverneur Pastor Obligado, fut exécuté le 2 février.)
Lagos séjourna à Santa Fe jusqu’à 1859, année où il combattit dans la bataille de Cepeda, aux côtés de la Confédération argentine, puis s’en retourna à Buenos Aires à la faveur du pacte de San José de Flores.
Plusieurs de ses fils, petits-fils et arrière-petits-fils, porteurs également du nom d’Hilario Lagos, menèrent à leur tour une carrière militaire, atteignant le grade de colonel ou de général ; son fils en particulier fut l’un de ceux qui dirigèrent la répression contre la révolution de 1874.